# Josep Sorribes
Josep Sorribes Monrabal (Valencia, 22 de julio de 1951-Valencia, 30 de enero de 2024) fue un economista urbano español. Pionero de la Economía regional y urbana valenciana y referente de la Escuela Territorial Valenciana.

## Biografía
Nacido en Valencia. Perteneció al grupo de discípulos de Ernest Lluch. Fue profesor de Economía regional y urbana en la Universidad de Valencia, desde donde analizó e investigó la historia y situación del área metropolitana de Valencia. También fue jefe de gabinete del alcalde de Valencia Ricard Pérez Casado (1983-1989), desde donde vivió las grandes transformaciones de la capital en los años ochenta. En la década de 2010 impulsó la plataforma Aula Ciudad.
Fue colaborador habitual de diversos diarios, como El País.
Tras su jubilación (2016) continuó escribiendo y colaborando con varios medios de comunicación. Falleció en la madrugada del 30 de enero de 2024, en la ciudad que le vio nacer 72 años antes.